# Eric Sykes
Eric Sykes CBE (Oldham, Lancashire, 4 de maig de 1923 - Esher, Surrey, 4 de juliol de 2012), va ser un actor, guionista i director de cinema britànic, conegut principalment pels seus nombrosos papers en comèdies britàniques durant els seus 50 primers anys.
A més a més de treballar a l'escenari, Sykes va ser igualment a la ràdio durant els anys 1950.

## Biografia
La carrera de Sykes en el cinema va començar en una unitat especial d'Ultra en la Royal Air Force, durant la Segona Guerra Mundial, on va treballar amb el tinent Bill Fraser.
També va ajudar ajudat Spike Milligan, després de la depressió d'aquest últim, a The Goon Show. Va col·laborar amb ell en una emissió de ràdio especial, Archie in Goonland  que és una barreja de The Goon Show i Educating Archie  amb Peter Brough. No va ser tanmateix un èxit i molts guions han estat fins i tot destruïts.
Durant els anys 1980, Sykes va visitar Austràlia amb l'obra teatral Run for Your Wife, amb Jack Smethurst, David McCallum i Katy Manning.
Llavors, quedarà parcialment sord com a conseqüència d'una malaltia que va agafar, d'adult, símptoma del Síndrome macular, degut a la seva edat (i potser al tabaquisme), el que li va causar també una pèrdua de vista parcial.
En 2005, va ser promogut comanador de l'Orde de l'Imperi Britànic per als seus talents en l'art dramàtic.
El 14 febrer de 1952, Sykes es va casar amb Edith Eleanore, amb qui va tenir 3 filles, entre les quals les actrius Julie Sykes i Kathy Sykes, així com un fill. És també l'avi de l'actor Matt Stronge.

## Filmografia

### Actor
- 1954: Orders Are Orders de David Paltenghi
- 1956: Charley Moon de Guy Hamilton
- 1959: Tommy the toreador de John Paddy Carstairs
- 1960: Watch Your Stern de Gerald Thomas
- 1961: Very Important Person de Ken Annakin
- 1961: Invasion quartet de Jay Lewis
- 1962: Village of Daughters de George Pollock
- 1962: Kill or Cure de George Pollock
- 1963: Heavens Above! de John Boulting et Roy Boulting
- 1964: The Bargee de Duncan Wood
- 1964: One Way Pendulum de Peter Yates
- 1965: Those magnificent men in their flying machines, or how I flew from London to Paris in 25 hours 11 minutes de Ken Annakin
- 1965: Rotten to the Core de John Boulting
- 1965: The Liquidator de Jack Cardiff
- 1966: The Spy with a Cold Nose
- 1967: The Plank (1967) (+ direcció)
- 1968: Shalako d'Edward Dmytryk
- 1969: Rhubarb (+ direcció)
- 1969: Monte Carlo or bust de Ken Annakin
- 1972: The Alf Garnett saga de Bob Kellett
- 1973: Theater of blood de Douglas Hickox
- 1979: The Plank (1979) (TV)
- 1980: Rhubarb Rhubarb (+ direcció)
- 1981: If You Go Down in the Woods Today (+ direcció)
- 1982: The Boys in Blue de Val Guest
- 1983: Gabrielle and the Doodleman de Francis Essex
- 1986: Absolute Beginners de Julien Temple
- 1993: The Big Freeze (+ direcció) (curt)
- 1993: Splitting heirs de Robert Young
- 2001: The others d'Alejandro Amenábar
- 2004: Mavis and the Mermaid de Juliet McKoen (curt)
- 2005: Harry Potter i el calze de foc (Harry Potter and the Goblet of Fire) de Mike Newell
- 2005: I told you I was Ill: The life and legacy of Spike Milligan documental de Cathy Henkel
- 2008: Son of Rambow de Garth Jennings

### Director / Guionista
- 1957: Closing night (TV)
- 1958: Gala opening (TV)
- 1967: The Plank
- 1969: Rhubarb (curt)
- 1979: The Plank (curt)
- 1980: Rhubarb Rhubarb
- 1981: If You Go Down in the Woods Today
- 1983: It's your move (curt)
- 1988: Mr. H is late (TV)
- 1993: The Big Freeze (curt)